# Nielsen (cráter)
Nielsen es un cráter de impacto lunar situado en el Oceanus Procellarum. Se encuentra al noreste de los Montes Agricola en el hemisferio occidental de la Luna. Al este-sureste se halla el cráter Wollaston.
|  |

Nielsen es un elemento con forma de cuenco que se halla caballo sobre una pequeña cresta que discurre en sentido norte-noroeste hacia el Mons Rümker, una formación inusual de domo lunar.
El cráter se nombra conjuntamente en memoria del astrónomo danés Axel Nielsen (1902-1970) y del físico danés-americano Harald Herborg Nielsen (1903-1973).